# Mesonauta insignis
Mesonauta insignis là một loài cá nước ngọt nhiệt đới thuộc chi Mesonauta trong họ Cá hoàng đế. Loài này được mô tả lần đầu tiên vào năm 1840.
Từ insignis trong tiếng Latin có nghĩa là "đặc biệt; đáng chú ý".

## Phân bố và môi trường sống
M. insignis được tìm thấy ở lưu vực các sông Orinoco và sông Amazon ở Nam Mỹ. Loài này ưa sống ở những môi trường nước có độ pH khoảng 5,0 - 8,0 và nhiệt độ vào khoảng 26 - 30 °C.

## Mô tả
M. insignis trưởng thành dài khoảng hơn 9 cm; cá đực có kích thước lớn hơn và có vây lưng với vây hậu môn phát triển hơn cá mái. Thân của M. insignis có dạng hình bầu dục; vây hậu môn và vây lưng nhọn, và vây tia ở vây bụng lại khá dài. Thân của M. insignis có màu bạc với những hàng chấm nhỏ; một số cá hể có phần bụng màu ánh vàng. Ở cuống đuôi của M. insignis có một đốm đen. Điểm đặc biệt của những loài cá trong chi này là một dải màu đen chạy từ miệng, băng qua mắt, đến cuối vây lưng. Mống mắt của M. insignis có màu đỏ đậm.
Thức ăn chủ yếu của loài này là rong tảo, sinh vật phù du và các động vật giáp xác nhỏ. Vào mùa sinh sản, cá mái sẽ đẻ khoảng 200 trứng. Tuy nhiên nếu bị đe dọa, chúng có thể ăn cả cá con.